# Erik Huseklepp
Erik André Huseklepp (ur. 5 września 1984 w Bærum) – norweski piłkarz występujący na pozycji pomocnika lub napastnika, zawodnik FK Fyllingsdalen. Reprezentant Norwegii.

## Życiorys

### Kariera klubowa
Huseklepp zaczynał w trzecio ligowym klubie, spędził w nim dwa sezony i przeszedł do jednego z czołowych klubów z Tippeligaen do SK Brann. Pierwszy sezon nie był dla niego udany był tylko rezerwowym. Następny rok był już dla niego dużo bardziej udany grał dużo więcej, a wraz z klubem zdobył mistrzostwo kraju. Kolejne dwa lata były w jego wykonaniu przeciętne. Jednak w sezonie 2009 stał się gwiazdą ligi i jednym z najlepszych strzelców. W 2010 roku przeszedł do FC Bari 1908.
16 sierpnia 2011 podpisał trzyletni kontrakt z Portsmouth.
23 lutego 2012 został wypożyczony do końca sezonu do Birmingham City.
28 lipca 2012 podpisał 4,5 letni kontrakt z norweskim SK Brann.
Następnie występował w klubach: FK Haugesund i Åsane Fotball.
8 stycznia 2019 podpisał kontrakt z norweskim klubem FK Fyllingsdalen.

### Kariera reprezentacyjna
Huseklepp zagrał w reprezentacji 36 meczów i strzelił siedem goli.